# ボールボーイ (お笑いコンビ)
ボールボーイは、かつて活動した日本のお笑いコンビ。NSC広島校1期生。よしもとクリエイティブ・エージェンシー広島事務所所属。2002年結成、広島ローカルを中心にテレビ、ラジオ等で活躍し、2016年3月31日をもって解散。

## 概要
広島市立沼田高等学校野球部で二人は出会い、補欠時代にやっていた「ボールボーイ（球拾い）」がコンビ名の由来。
略称は「ボール」など。
同期に、あかぼし☆こぼし、フリータイム、フロントライン、ランス39号等がいる。
2016年3月31日、ボケ担当の横山貴規（よっこん）は芸人引退し、お笑いコンビ「ボールボーイ」は解散。以降は、佐竹佑一（さだ）は「ボールボーイ佐竹」と名乗りピン芸人として活動している。

## プロフィール
横山 貴規 （よこやま たかのり）
- 通称 よっこん
- 1979年8月3日生まれ
- 173cm／60kg／A型
- 広島県広島市出身
- 2016年3月31日をもって芸人引退

佐竹 佑一 （さたけ ゆういち）
- 通称 さだ
- 1980年1月18日生まれ
- 170cm／68kg／O型
- 広島県広島市出身
- お笑いコンビ『ボールボーイ』解散後は、ピン芸人 ボールボーイ佐竹 として活動している。

## 出演
太字はレギュラー。

### 過去の出演
テレビ
- ぶらぴ （2006年4月 - 2008年3月、毎週水曜日23:55～0:55　中国放送）
- ひろしま満点ママ!! （ - 2016年3月、毎週月曜日　テレビ新広島）
- 夜型人間 （2007年 - 2009年、毎週金曜日25:05～26:00　テレビ新広島）
- ケアンズ発 ワイルド&ハッピーな旅 （2008年3月29日、テレビ新広島）
- アォーン! （2009年4月- 2014年3月、毎週金曜日　深夜23：59〜24：40　中国放送）
- 広島市の広報番組「コントで安心お役に立ちま〜す」 （2009年、毎週月曜日　19:56〜20：00　中国放送）

ラジオ
- Morning Beat （FMななみ）
- PサタFine （ひろしまPステーション）

インターネット
- 広島よしもとスッポスポ！（Ustream）

## 受賞歴
- 2007年 第37回NHK上方漫才コンテスト 本戦出場（初出場）[3]

## 舞台・イベント
- よしもと D-D.LIVE
- 爆笑!よしもと紙屋町劇場
- ひろしまフラワーフェスティバル「よしもと爆笑ライブ」
- 天パの乱　〜お母さん!間違えんさんな!髪の毛よ〜（佐竹のみ）
- LIVE STAND 08 (AGE-MON STAGE)
- LIVE STAND　09 (S-1バトル)

＊2008年の広島カープ、カープイヤーブックに広島市民球場案内役として登場

## 単独ライブ
- 「あなたの笑顔に逢いたくて2007」 2007年4月15日
- 「はいっ!ボールボーイです!2009 〜もうすぐ三十路です〜」　2009年7月26日
- 「自由少年」　2010年8月1日